# Patrici Clara i Carles
Patrici Clara i Carles (Calonge, Girona, 10 de novembre de 1858 - 29 d'abril de 1939) fou un mestre, pedagog, literat, reformador urbanístic i alcalde de Calonge.

## Biografia
Patrici Clara i Carles va néixer al número cinc de la plaça Major de Calonge la diada de sant Martí de Tours, patró de la vila. La seva família, benestant, es dedicava a la fabricació de taps de suro. Va fer els estudis a l'escola del municipi i els va continuar a Girona, on va aconseguir el títol de mestre de Primera Ensenyança. Va ampliar els seus estudis i idiomes a França (Perpinyà, Lió i París) i a Anglaterra (Londres i Norwood).
Va tornar a Catalunya, instal·lant-se a Barcelona, on va fundar l'acadèmia Cervantes.

### Vida familiar
A la capital catalana es va casar amb la barcelonina Maria Boada Guarro. Poc després, l'any 1913, va ser atropellat per un automòbil a la plaça de Catalunya de Barcelona i va patir una commoció cerebral.
Fruit del seu matrimoni van néixer dos nois: Hèctor, que va morir molt jove, i Oliveri, que va estudiar la carrera de mestre, va conrear la poesia i va ser president de l'Ateneu Enciclopèdic Popular de Barcelona entre els anys 1918 i 1920. Des del 1916 ja era vocal de l'entitat, on va donar diverses conferències. Oliveri va morir el 19 d'agost de 1921, amb 30 anys. Cinc anys més tard, el juny de 1926 va morir la seva dona que va ser enterrada al cementiri del Sud-oest.
L'any 1927, va decidir oferir a la seva vila un monument en memòria al seu fill Oliveri, que es va anomenar armariet de Cultura. El monument, situat a l'entrada principal de la vila, destaca per la frase que apareix esculpida i que diu: Vianant, siguis qui siguis, vinguis d'on vinguis i pensis com pensis, si estas cansat, reposa, la vila de Calonge t'ofereix aquest seient.
Ell va quedar cec al final de la seva vida. Tot i això, sortia a passejar amb el seu guardapolvo, ulleres negres, un bastó i una senyoreta que l'acompanyava agafada al seu braç. També li va tocar viure la Guerra Civil espanyola. Va morir a la seva vila natal el 29 d'abril de 1939.

### Activitat professional
L'any 1890, amb 31 anys, va ser elegit alcalde de Calonge. Va exercir poc temps degut a la seva feina a Barcelona i va intentar aplicar les millores urbanístiques que havia observat durant les seves estades a l'estranger. Amb tot, mantenia el seu contacte amb Calonge on tenia una casa d'estiueig davant la plaça de la Concòrdia.
Dins la seva activitat com a pedagog va finançar i publicar diverses obres dedicades a l'ensenyament i a l'educació: Resumen de urbanidad, Elogio de la Escuela Primaria i Alma de la Escuela Primaria. També va conrear la literatura, tant en prosa com en vers.
Segons recorda Pere Caner i Estrany, Clara i Pere J. Casademont van ser els precursors de les «Joventuts Bitllerenques Nazarienques Calongines», creada l'any 1940. Els integrants d'aquesta entitat cultural van aprofitar les propostes de Clara per incorporar-les en el seu ideari i projectes. Les Joventuts Bitllerenques Nazarienques Calongines van desaparèixer a la dècada dels anys 50, però els seus instigadors van recuperar el seu esperit l'any 1980 amb la creació del Centre d'Estudis Calongins Colònico.
En el seu testament va deixar tots els seus béns a Calonge de cara a poder fer millores urbanístiques. L'Ajuntament va rebre la casa de Calonge. Com també unes finques de Sant Martí de Provençals, barri del districte de Sant Martí de Barcelona. Aquests terrenys es van subhastar l'any 1955 i els diners recaptats van servir per adequar l'antiga casa on va néixer Clara com a nou ajuntament.
Però va ser durant la dècada dels anys 90 del segle xx quan va aconseguir la major part de l'herència, provinent de finques de Barcelona. I tot gràcies a l'advocat Joan Molla Callís. Amb els diners aconseguits, l'Ajuntament calongí va rehabilitar l'entrada del poble, on hi ha el monument, convertint l'espai en una plaça que porta el nom de Patrici Clara, l'execució del pont del passeig d'Hivern, la reforma de l'antic teatre Fontova i la publicació de la seva obra en poesia i vers. La rehabilitació del Fontova es va inaugurar el 4 de juny de 1999. Els jardins Patrici Clara es van inaugurar per la diada de sant Martí de 2002.
L'any 1999, l'Ajuntament investigà si l'empresa Damm va fer servir la fita de Clara en una campanya publicitària.
L'any 2003, l'Ateneu Popular de Calonge va tirar endavant un concurs de teatre amateur. El concurs porta el nom de Patrici Clara, ja que va ser qui va organitzar el primer grup teatral calongí del qual es té notícies, a finals del segle xix.
L'any 2006, l'Ajuntament va aconseguir una altra part de l'herència de Clara provinent de Barcelona.

## Obres
- Resumen de urbanidad. Barcelona, 1900. 15 pàgines.Biblioteca Nacional de EspañaEl llibre digitalitzat
- Elogio de la escuela primaria. Barcelona. 1916. Edita Gassó. 75 pàgines. Catàleg Universitat de Barcelona[Enllaç no actiu]
- El alma de la escuela primaria. Barcelona. 1922. Edita Juan de Gassó. 75 pàgines.Catàleg Universitat de Barcelona[Enllaç no actiu]
- Calongines.
- Aubades i capvespres.